# Gary Lockwood

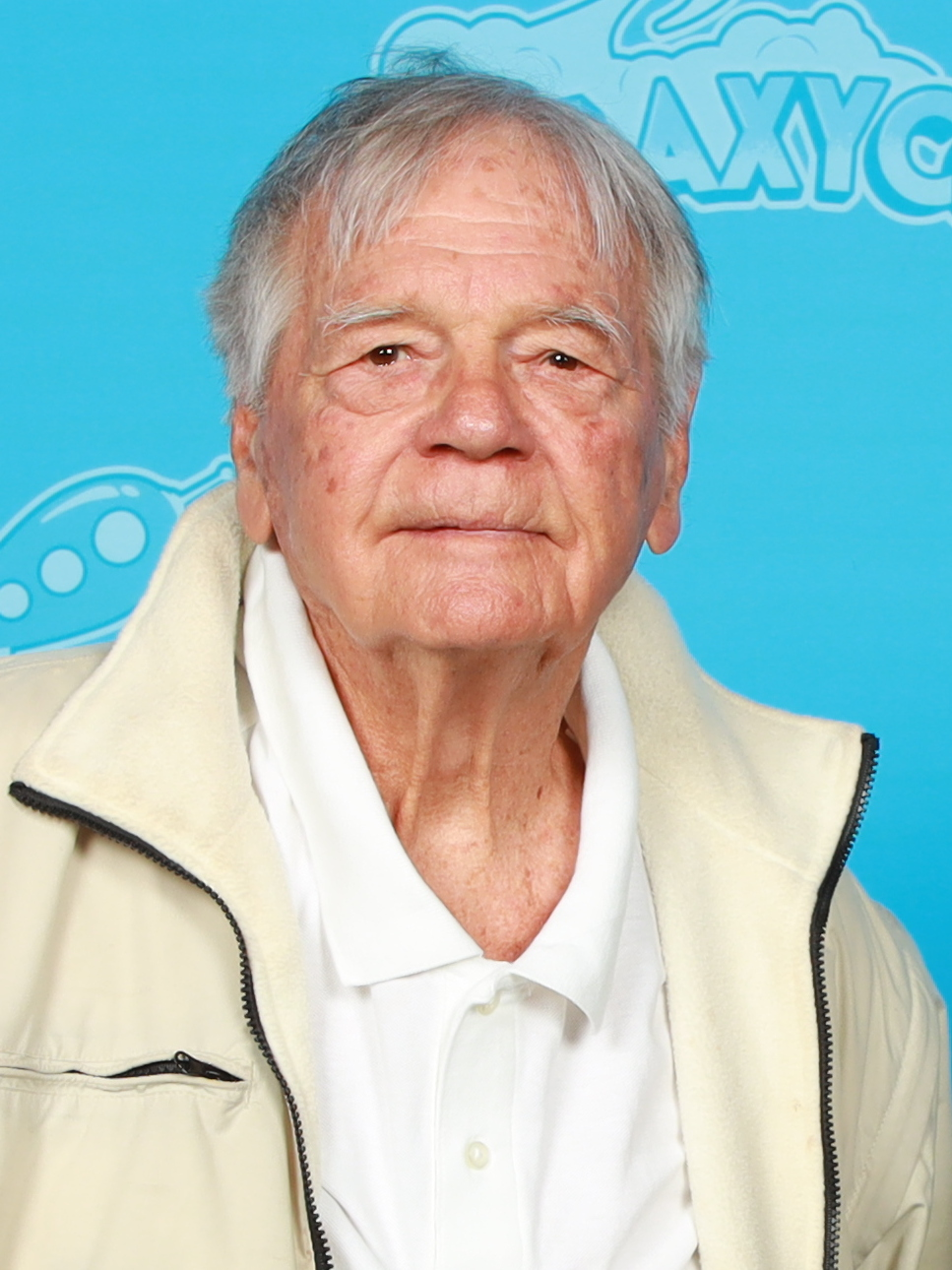
Gary Lockwood (2024)

Gary Lockwood (* 21. Februar 1937 in Van Nuys, Kalifornien, als John Gary Yurosek) ist ein US-amerikanischer Schauspieler. Sein filmisches Schaffen seit Ende der 1950er-Jahre umfasst mehr als 90 Film- und Fernsehproduktionen, wobei er insbesondere durch den Filmklassiker 2001: Odyssee im Weltraum größere Bekanntheit erlangte.

## Leben
Gary Lockwood begann seine Karriere als Stuntman. Er war unter anderem Lichtdouble für Anthony Perkins, bevor er Ende der 1950er-Jahre zu ersten kleinen Filmauftritten kam, etwa 1959 als Bandenmitglied im Western Warlock. Sehr bald bekam Lockwood Angebote für wiederkehrende Rollen in Fernsehserien: Die erste war 1961 bis 1962 die Figur des Eric Jason in Follow the Sun, einer in Hawaii spielenden Serie von ABC. Darin spielte er einen Recherche-Mitarbeiter für die Hauptfiguren, zwei Schriftsteller eines Abenteuermagazins in Honolulu. In dieser Nebenrolle war Lockwood allerdings nur wenig zu sehen, zumal die Serie nach einer Staffel eingestellt wurde. 
Gleichzeitig spielte Lockwood erste kleinere Filmrollen, etwa in Elia Kazans Drama Fieber im Blut neben Natalie Wood und Warren Beatty. Auch spielte er in zwei Filmen neben Elvis Presley. Seine erste Film-Hauptrolle hatte Lockwood im Jahr 1962 als jugendlicher Held in dem B-Movie-Fantasyfilm Das Zauberschwert. Die zweite feste Fernsehrolle, die Gary Lockwood erhielt, war von 1963 bis 1964 die Titelrolle des Second Lieutenant William Rice in der NBC-Serie The Lieutenant. Die Serie über das United States Marine Corps in Friedenszeiten wurde vom späteren Star-Trek-Erfinder Gene Roddenberry sowie von Norman Felton, dem späteren Produzenten von Solo für O.N.C.E.L., produziert. Lockwoods Co-Star war Robert Vaughn, der Rice’ direkten Vorgesetzten Captain Rambridge spielte. Auch diese Serie wurde nach einer Staffel eingestellt. In Roddenbergs Serie Star Trek hatte Lockwood im Jahr 1966 einen Gastauftritt im zweiten Pilotfilm Die Spitze des Eisberges (Where No Man Has Gone Before), der dann innerhalb der ersten Staffel als dritte Folge ausgestrahlt wurde. Dort spielte er den Lt. Commander Gary Mitchell.
Einem breiten Publikum ist Lockwood vor allem durch die Rolle des vom Bordcomputer ermordeten Astronauten Dr. Frank Poole in Stanley Kubricks Filmklassiker 2001: Odyssee im Weltraum von 1968 bekannt. Weitere Film-Hauptrollen hatte er im selben Jahr neben Elke Sommer in dem Film An einem Freitag in Las Vegas sowie ein Jahr später neben Anouk Aimée in dem Liebesfilm Das Fotomodell unter der Regie von Jacques Demy. Ein dauerhafter Durchbruch zum großen Kinostar gelang ihm aber nicht, und in den 1970er-Jahren war er wieder vorwiegend in Fernsehserien zu sehen. Insgesamt trat Lockwood in über zwei Dutzend Filmen auf, bei denen es sich in späteren Jahren vor allem um B-Filme handelte.
In seiner langen Fernsehkarriere hatte Lockwood fast 80 Gastauftritte in Fernsehserien, darunter Raumschiff Enterprise, Rauchende Colts, Kobra, übernehmen Sie, MacGyver, Hart aber herzlich, Mord ist ihr Hobby und Ein Colt für alle Fälle. Er trat dabei auch unter dem Pseudonym Gary Yurosek auf. Zudem ist er ebenfalls als Theaterschauspieler aktiv. 
In erster Ehe war er von 1966 bis 1972 mit Stefanie Powers verheiratet, mit der er auch gemeinsam in der Fernsehserie Love, American Style spielte. Seine zweite Ehefrau war Hope Harrsen. In dritter Ehe war er von 1982 bis 1988 mit Denise DuBarry verheiratet.

## Filmografie (Auswahl)
- 1958: Der Zwiebelkopf (Onionhead)
- 1959: Warlock
- 1959: Bronco (Fernsehserie, 1 Folge)
- 1959/1962: Perry Mason (Fernsehserie, 2 Folgen)
- 1960: Je länger, je lieber (Tall Story)
- 1961: Lied des Rebellen (Wild in the Country)
- 1961: Fieber im Blut (Splendor in the Grass)
- 1961–1962: Unter heißem Himmel (Follow the Sun, Fernsehserie, 24 Folgen)
- 1962: Das Zauberschwert (The Magic Sword)
- 1963: On blond – ob braun (It Happened at the World’s Fair)
- 1963–1964: The Lieutenant (Fernsehserie, 29 Folgen)
- 1964: Das Mädchen mit der Peitsche (Kitten with a Whip)
- 1966: Rauchende Colts (Gunsmoke, Fernsehserie, 2 Folgen)
- 1966: Raumschiff Enterprise (Star Trek: The Original Series, Fernsehserie, Folge Die Spitze des Eisberges)
- 1968: Die fünf Vogelfreien (Firecreek)
- 1968: 2001: Odyssee im Weltraum (2001: A Space Odyssey)
- 1968: An einem Freitag in Las Vegas (Las Vegas, 500 millones)
- 1969: Das Fotomodell (Model Shop)
- 1969: Wo die Liebe hinfällt (Love, American Style, Fernsehserie, 1 Folge)
- 1970: Kampf den Talaren (R. P. M.)
- 1971: Killersatelliten (Earth II, Fernsehfilm)
- 1972: Jede Stimme zählt (Stand Up and Be Counted)
- 1973: Kobra, übernehmen Sie (Mission: Impossible, Fernsehserie, 1 Folge)
- 1973: Banacek (Fernsehserie, 1 Folge)
- 1973–1979: Barnaby Jones (Fernsehserie, 6 Folgen)
- 1974: Der Chef (Ironside, Fernsehserie, 1 Folge)
- 1974: F.B.I. sucht Karpis (The F.B.I. Story: The FBI Versus Alvin Karpis, Public Enemy Number One, Fernsehfilm)
- 1974/1975: Der Sechs-Millionen-Dollar-Mann (The Six Million Dollar Man, Fernsehserie, 2 Folgen)
- 1975/1976: Cannon (Fernsehserie, 2 Folgen)
- 1976: Projekt Kill – Ein Mann will raus (Project Kill)
- 1976: Number One (Kurzfilm)
- 1977: Die Straßen von San Francisco (The Streets of San Francisco, Fernsehserie, 1 Folge)
- 1977: Georgia Road – Die Unschlagbaren (Bad Georgia Road)
- 1978: Starsky & Hutch (Fernsehserie, 1 Folge)
- 1978: Der Geist von Flug 401 (The Ghost of Flight 401, Fernsehfilm)
- 1979: The Incredible Journey of Doctor Meg Laurel (Fernsehfilm)
- 1980: Hawaii Fünf-Null (Hawaii Five-O, Fernsehserie, 1 Folge)
- 1980: Griff nach den Sternen (Top of the Hill, Fernsehfilm)
- 1980: Vegas (Vega$, Fernsehserie, 1 Folge)
- 1980: Drei Engel für Charlie (Charlie’s Angels, Fernsehserie, 1 Folge)
- 1980/1986: Trapper John, M.D. (Fernsehserie, 2 Folgen)
- 1982/1984: Ein Colt für alle Fälle (The Fall Guy, Fernsehserie, 2 Folgen)
- 1982/1984: Matt Houston (Fernsehserie, 2 Folgen)
- 1983: Hart aber herzlich (Hart to Hart, Fernsehserie, 1 Folge)
- 1983: 1994 – Nur die Starken überleben (Survival Zone)
- 1984/1985: T. J. Hooker (Fernsehserie, 2 Folgen)
- 1984–1986: Simon & Simon (Fernsehserie, 4 Folgen)
- 1985–1994: Mord ist ihr Hobby (Murder, She Wrote, Fernsehserie, 4 Folgen)
- 1986: Agentin mit Herz (Scarecrow and Mrs. King, Fernsehserie, 1 Folge)
- 1987: Die Rückkehr der Roboter (The Return of the Six-Million-Dollar Man and the Bionic Woman, Fernsehfilm)
- 1987: Hotel (Fernsehserie, 1 Folge)
- 1987: Die Top Cops (The Wild Pair)
- 1988: MacGyver (Fernsehserie, 1 Folge)
- 1988: Highwayman (The Highwayman, Fernsehserie, 1 Folge)
- 1989: Superboy (Fernsehserie, 1 Folge)
- 1991: Terror in Paradise
- 1995: Der Pakt mit dem Dämon (Night of the Scarecrow)
- 1997: Dark Skies – Tödliche Bedrohung (Dark Skies, Fernsehserie, 1 Folge)
- 2004: Missing Sock (Kurzfilm)
- 2020: Unbelievable!!!!!